# Březovice (Chroustovice)
Březovice (německy Bresowitz) jsou malá vesnice a část městyse Chroustovice v okrese Chrudim. Nachází se asi dva kilometry západně od Chroustovic. Prochází zde silnice I/17. Březovice leží v katastrálním území Holešovice u Chroustovic o výměře 3,38 km².

## Historie
První písemná zmínka o vesnici pochází z roku 1382.

## Pamětihodnosti
- Zámek Březovice
- Socha svatého Jana Nepomuckého